# San Michele di Ganzaria
San Michele di Ganzaria település Olaszországban, Szicília régióban, Catania megyében. Lakosainak száma 2878 fő (2023. január 1.). San Michele di Ganzaria Caltagirone, Mazzarino, San Cono, Piazza Armerina és Mirabella Imbaccari községekkel határos.

## Népesség
A település lakossága az elmúlt években az alábbi módon változott:
| Lakosok száma | 3250 | 3200 | 2878 |
|               | 2017 | 2018 | 2023 |